# Sanne Ledermann
Susanne Ledermann, detta Sanne (Berlino, 7 ottobre 1928 – campo di concentramento di Auschwitz, 19 novembre 1943), è stata una ragazza tedesca di origine ebrea, vittima dell'Olocausto. È stata una delle amiche più intime di Anna Frank prima che lei morisse nel campo di concentramento di Bergen-Belsen.

## Biografia
Sanne nacque a Berlino da Franz Ledermann, avvocato e musicista, e Ilse Citroen, pianista; aveva una sorella maggiore, Barbara Charlotte, nata nel 1925. Suo zio era il pittore, fotografo e regista Paul Citroen. Nel 1933, a causa delle leggi razziali emanate da Hitler, i Ledermann si trasferirono ad Amsterdam, dove Sanne iniziò a frequentare la scuola Montessori. Lì conobbe Anna Frank e Hanneli Goslar, che divennero le sue migliori amiche, mentre Margot Frank, sorella di Anna, fece amicizia con Barbara. Nel 1940, in seguito all'occupazione tedesca dei Paesi Bassi, Sanne fu costretta a lasciare la scuola pubblica e a frequentare il liceo ebraico. Il 20 giugno 1943 i Ledermann furono arrestati e deportati inizialmente nel campo di transito di Westerbork, poi in quello di sterminio di Auschwitz-Birkenau, dove Sanne e i genitori finirono nelle camera a gas poco tempo dopo il loro arrivo, il 19 novembre. La sorella Barbara riuscì invece a scappare grazie all'aiuto della Resistenza olandese; emigrò negli Stati Uniti, dove sposò Martin Rodbell, biochimico vincitore del Premio Nobel per la medicina nel 1994.

## Nella cultura di massa
Sanne fu interpretata dall'attrice Michaela Horáková nel film per la televisione britannico del 2001 La storia di Anna Frank.